# ДОТ № 504 (КиУР)

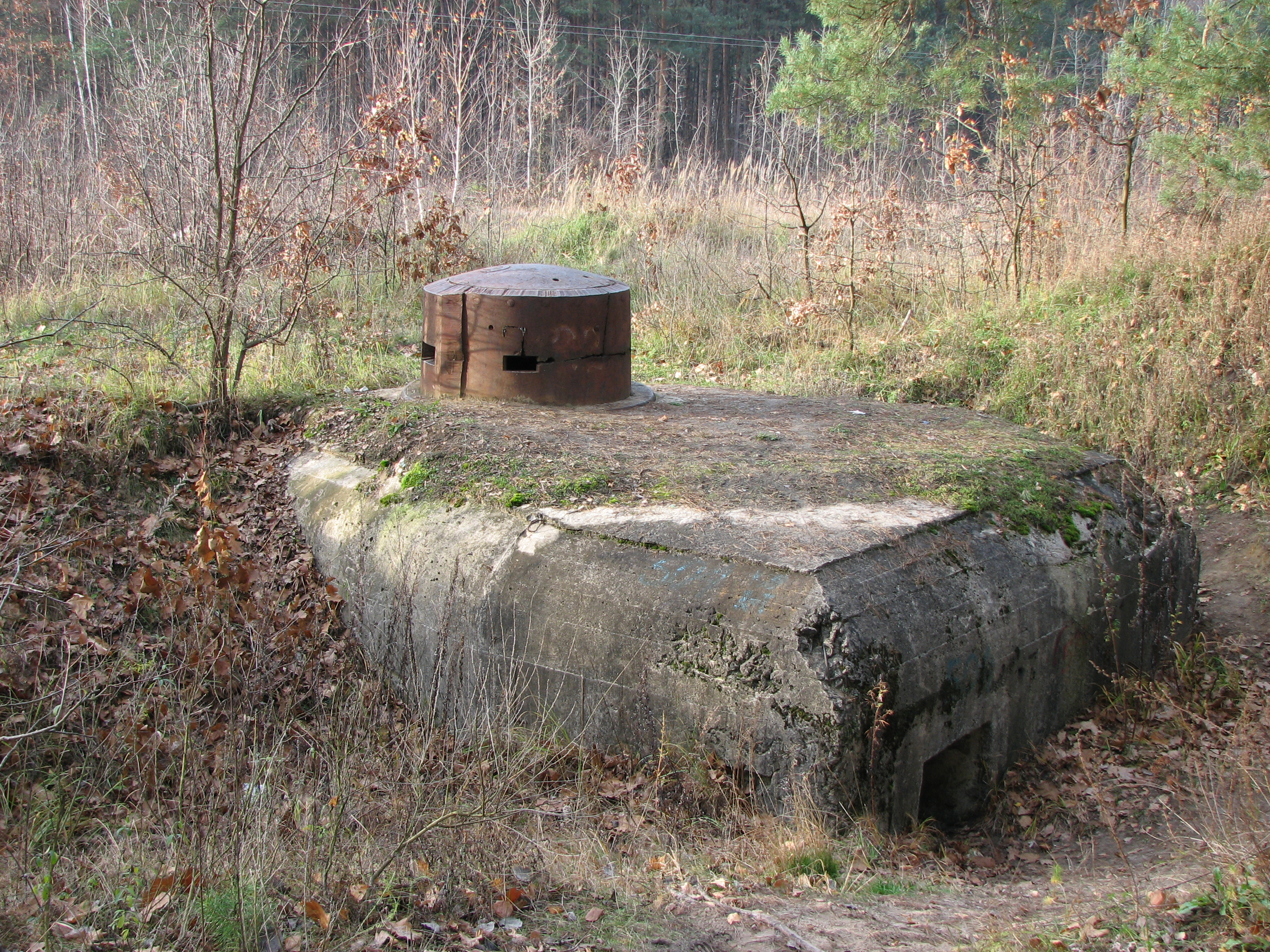
Артилерійський спостережний пункт № 504

50°34′55.40″ пн. ш. 30°17′53.06″ сх. д. / 50.5820556° пн. ш. 30.2980722° сх. д.
ДОТ № 504 — довготривала оборонна точка (ДОТ) та артилерійський спостережний пункт (АСП), що входив до складу першої лінії оборони Київського укріпленого району. ДОТ № 504 розташований неподалік лінії електропередач, що проходить між селами Мощун та Горенка. Пам'ятка історії, науки й техніки місцевого значення.

## Історія

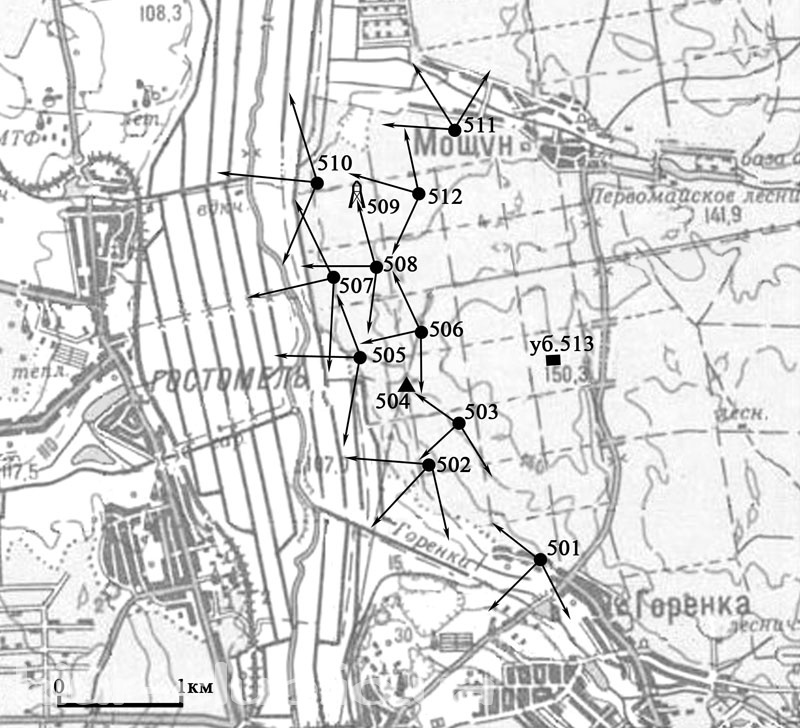
АСП № 504 у системі оборони 13-го БРО КиУР

ДОТ було побудовано у 1931 році на західній ділянці оборони Києва безпосередньо на передньому краї укріпрайону північніше села Горенка. Ця фортифікаційна споруда мала 1 поверх та 4 спостережні амбразури у бронековпаку. Його клас стійкості «М2». Тобто споруда могла витримати 1 влучання 152-мм гаубиці. Це єдиний вцілілий у КиУР АСП з бронековпаком та типом «М2». Сам бронековпак, завдяки своїм малим розмірам, робив ДОТ менш примітним, спрощував маскування споруди та ускладнював її ураження артилерійським вогнем. Організаційно він входив до складу 13-го батальйонного району оборони (БРО) КиУРа, що прикривав район сіл Горенка — Мощун.
З початком Німецько-радянської війни гарнізон самої оборонної точки складався з бійців 161-го окремого кулеметного батальйону КиУР. До 24—25 серпня 1941 року ДОТ знаходився у тилу радянських військ, бо фронт пролягав західніше. Під час другого штурму КиУР, що розпочався 16 вересня 1941 року, АСП № 504 не мав бойового контакту із супротивником. Вдень 18 вересня війська 37-ї армії Південно-Західного фронту розпочали за наказом відхід з КиУРа та міста Київ. Гарнізони ДОТ КиУР належали до останніх, хто відходив на лівий берег Дніпра, серед них був і гарнізон АСП № 504. Вдень 19 вересня передові загони 71-ї піхотної дивізії німців зайняли територію 13-го БРО без бою, затримуючи лише дезертирів-червоноармійців та перебіжчиків.

## Сьогодення
Вхід до ДОТа присипано землею. Зберігся бронековпак, який у наші часи намагалися зрізати мародери (очевидно, зняли бронепояс?), і на якому присутні сліди обстрілу. Але невідомо, чи ці пошкодження залишилися з 1941 року, або з часів боїв за Київ у 1943 році. ДОТ має статус пам'ятки історії, науки й техніки місцевого значення (наказ Міністерства культури України від 03.02.2010 № 58/0/16-10 (у редакції від 16.06.2011 № 453/0/16-11), охоронний номер 513/34-Ко).

## Світлини

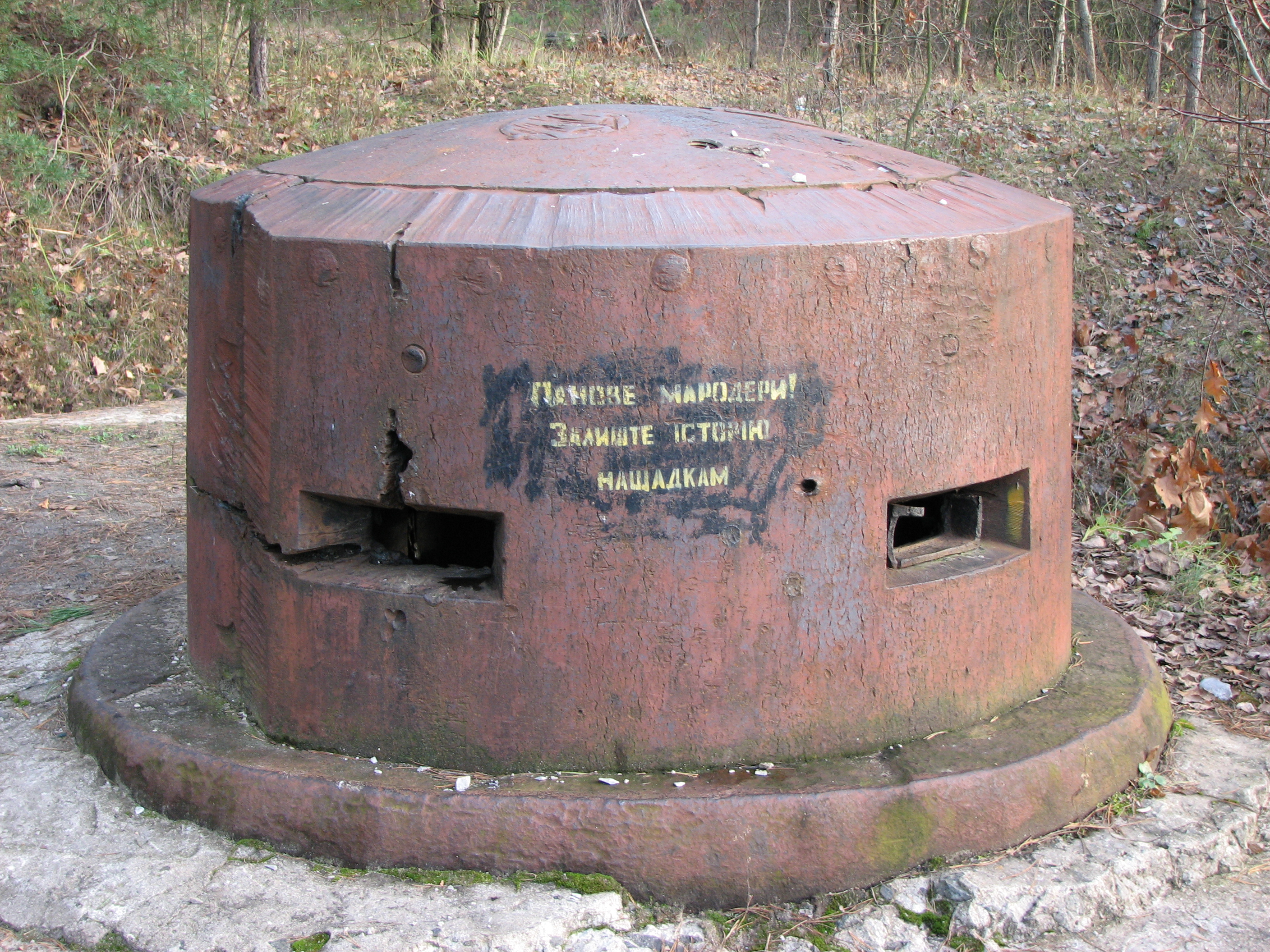
Детальний вид бронековпаку.
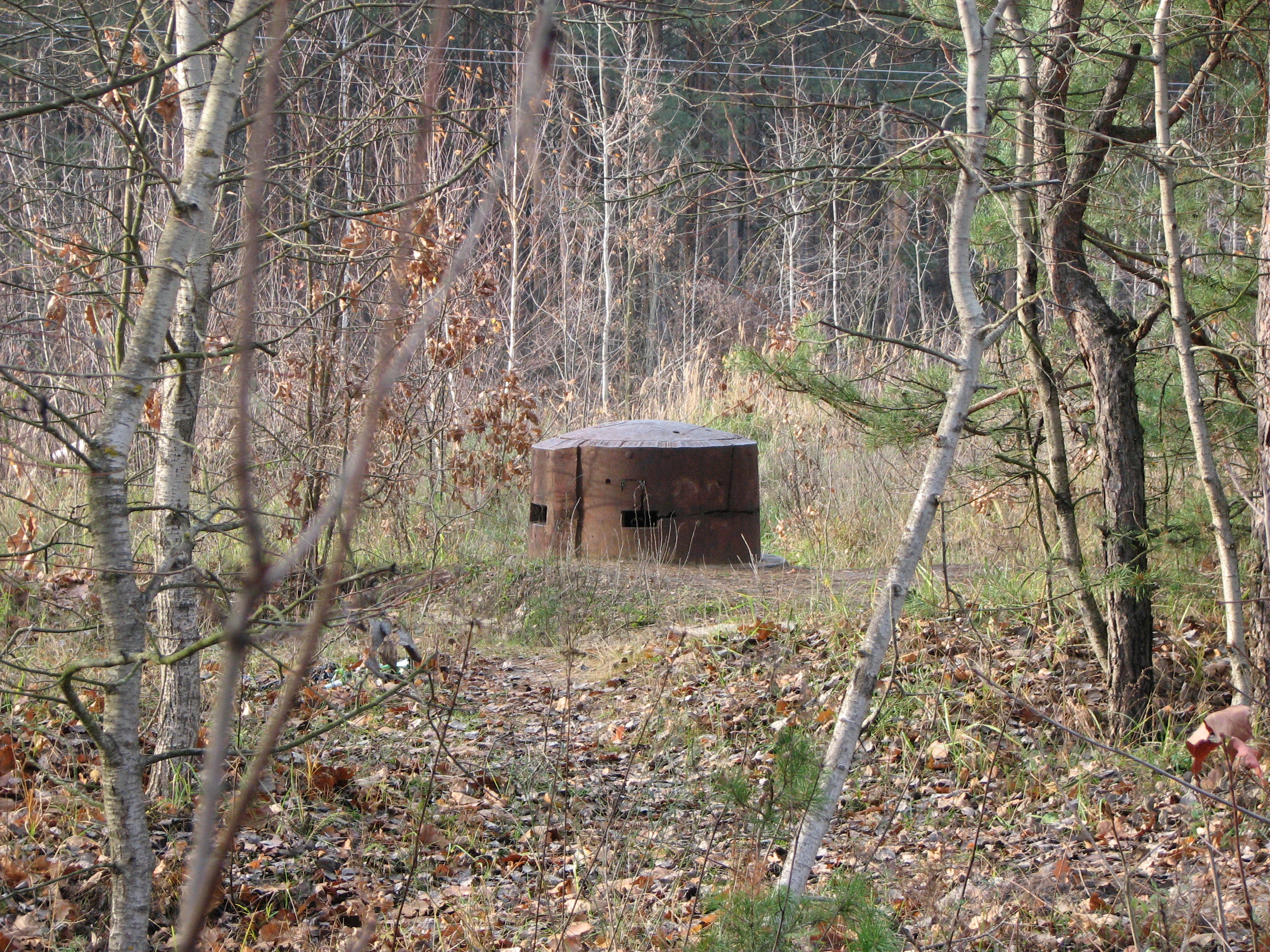
Вид з відстані, малі розміри бронековпака сприяють маскуванню споруди.